# Raffaele Petti
Raffaele Petti (Napoli, 4 marzo 1882 – Roma, 29 aprile 1961) è stato un politico italiano.

## Biografia
È stato eletto nella II legislatura senatore del Partito Socialista Italiano. Come giurista, è stato direttore della rivista Cronache forensi.

## Opere[1]
- Saggio critico sulle opere di Francesco Mario Pagano, Napoli, Luigi Pierro, 1905
- Pavia, Gorizia, Trieste: lo sport sulle orme della guerra, 30 marzo 4 aprile 1919, Salerno, Spadafora, s.d.
- Relazione gare sportive militari: 20 ottobre - 1 dicembre 1918, Pavia, Tipografia popolare con legatoria, 1919
- Le norme per il procedimento dinanzi alle Commissioni per l'impiego privato: Testo del D.L. 13 novembre 1924, n. 1934: commento e guida pratica, Napoli, Edizioni La luce del pensiero, 1925
- Motivi di psicologia e sociologia nel "Convivio" di Dante, Roma, Edizioni Cronache forensi, 1927